# Mustrum Ridcully
Mustrum Ridcully är ärkekansler på Osynliga Universitetet i Ankh-Morpork i Terry Pratchetts böcker om Skivvärlden.

## Kuriosa
Mustrum Ridcully tar regelbundet ett glas alkohol tillsammans med Lord Venitari, Ankh-Morporks härskare, vilken i teorin skulle kunna kalla till sig honom och beordra hans avrättning om han inte gjorde som han sade, men Ridcully förklarade då att han enkelt skulle kunna förvandla Lord Venitari till en liten amfibie. 
Ridcully är trollkarl. Hans taktik för att något ska hända på Universitetet är att leta upp någon och göra denne persons liv så besvärligt som möjligt tills allt blev som han ville ha det. Ridcully är bra på att hushålla med känslorna.